# Cerro de la Estrella
El cerro de la Estrella (en náhuatl: Huizachtepetl) es una eminencia orográfica que se levanta en el centro de la alcaldía Iztapalapa, en el oriente de la Ciudad de México. Es un punto geográfico de gran importancia arqueológica, puesto que en sus faldas se han descubierto indicios de antiguos asentamientos humanos cuya antigüedad se remonta hasta el Preclásico mesoamericano. Además, es la representación del Monte Gólgota durante escenificación de la Pasión de Cristo en Iztapalapa, importante evento religioso que año con año atrae a más de un millón de personas.
Aunque la mayor parte de este cerro fue declarado parque nacional por el presidente Lázaro Cárdenas el 14 de agosto de 1938, el crecimiento de la mancha urbana ocasionó la reducción del área protegida por el decreto y, por lo tanto, la pérdida de la categoría del parque nacional para convertirse en un área natural protegida, bajo la administración del Gobierno de la Ciudad de México.

## Geografía

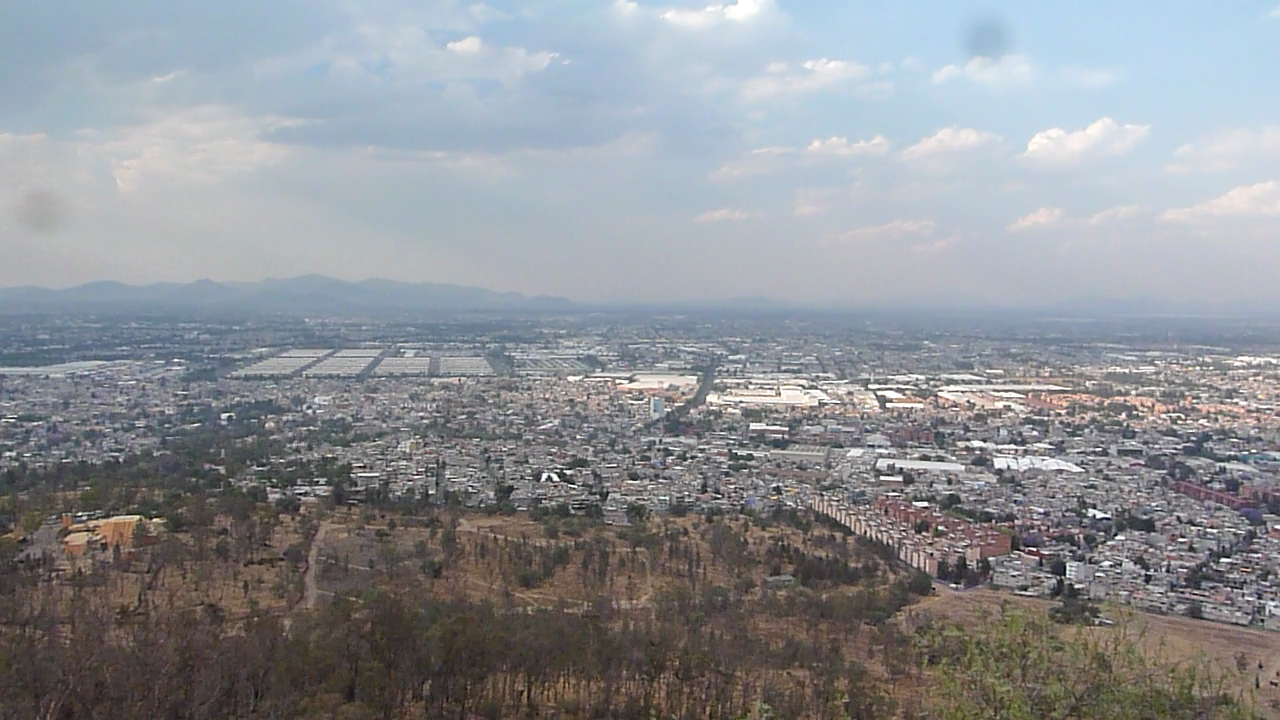
Vista desde el Cerro de la Estrella en dirección al norte, con la Central de Abastos en primer plano

El cerro de la estrella se localiza en la Alcaldía Iztapalapa zona donde se puede encontrar una gran variación de cultura. Se ubica en en las coordenadas 19°20'31"N-99°05'22"O. Tiene una altitud de 2460 m s. n. m., por lo que su cumbre se encuentra a 224 m sobre el nivel medio del Valle de México.  Forma parte de la cadena de volcanes Chimalhuacán-Santa Catarina-Estrella. Antes de la desecación del sistema lacustre del valle de México, el cerro de la estrella formaba el extremo poniente de la península de Iztapalapa, que separaba el lago de Texcoco de los vasos de Xochimilco y Chalco.
El decreto publicado por Lázaro Cárdenas estipulaba un área protegida de 1100 hectáreas de superficie. Sin embargo, actualmente el área natural protegida sólo cuenta con 143 hectáreas.
El Cerro de la Estrella lleva este nombre de la época colonial gracias a una hacienda que se encontraba en sus faldas con este nombre (Hacienda de la Estrella). Aunque en la época prehispánica se le daba en nombre del Huizachtépetl, donde se hacía la importante ceremonia del Fuego Nuevo. En este cerro de han encontrado cuerpos de más de 2 mil años y cuenta con un museo que puedes visitar en donde se exponen piezas de la cultura antigua mexica.

### Colonias
Sobre y alrededor del cerro de la Estrella se encuentran las siguientes colonias —subdivisión territorial de las Alcaldías en la Ciudad de México—:
- Estrella del Sur
- Los Reyes Culhuacán
- Valle de luces
- El Mirador
- Pueblo Culhuacán
- Estrella Culhuacán
- San Simón Culhuacán
- Fuego Nuevo
- 12 de diciembre
- San Nicolás Tolentino
- San Juan Xalpa
- Infonavit San Francisco
- Unidad Habitacional San Francisco
- Paraje San Juan Cerro
- El manto
- Plan de Iguala
- Santa María del Monte
- Lomas el Manto
- Lomas Estrella
- Estado de Veracruz
- Ampliación Veracruzana
- Ampliación El Santuario
- Ampliación Ricardo Flores Magón
- Campestre Estrella
- Granjas Estrella
- Unidad Habitacional España
- Cerro de la Estrella

## Época prehispánica

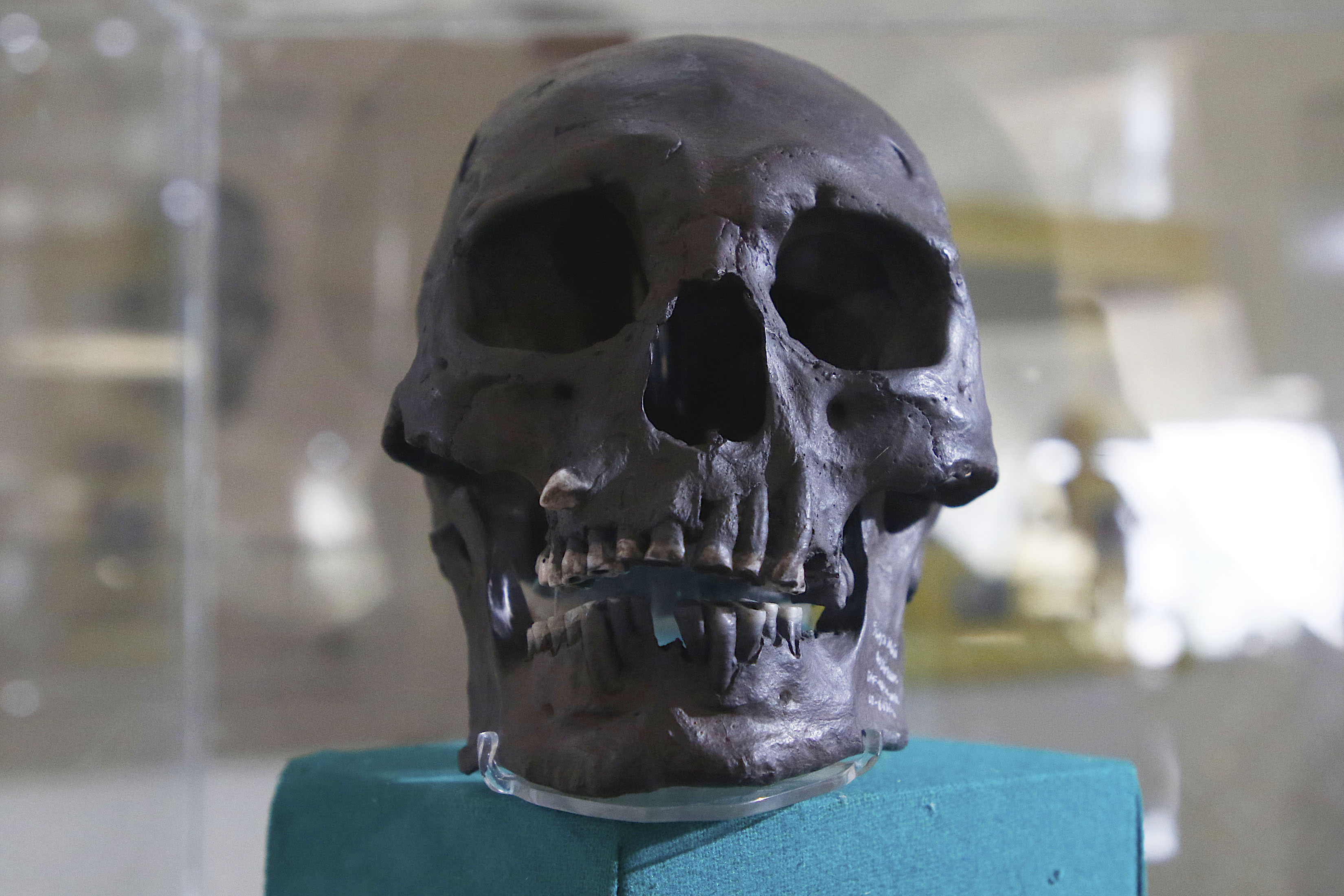
Réplica del cráneo de uno de los esqueletos de Aztahuacan en el Museo de Fuego Nuevo.

Según información histórica, los antiguos habitantes del Valle de México se referían a este sitio como Huizachtépetl (cerro de los huizaches), lugar que fue muy importante para los mexicas, pues en él se efectuaba la ceremonia del Fuego Nuevo, ésta con mucha importancia ritual para los pobladores de la región.

### Épocas de ocupación
Los indicios más antiguos de ocupación humana en el territorio de Iztapalapa proceden del pueblo de Santa María Aztahuacan, conocidos como fósiles de Aztahuacán. En ese lugar, en 1953 fueron encontrados los restos de dos individuos que, según los análisis de la Facultad de Estudios Superiores de Zaragoza (UNAM) y del Instituto Nacional de Antropología e Historia, tienen una antigüedad aproximada de nueve mil años.
Materiales arqueológicos más recientes indican la ocupación continua de las laderas del cerro de la Estrella, por lo menos desde el Preclásico. En aquella época, aquí se debió establecer alguna aldea que estaba relacionada con la cultura de Cuicuilco. El declive de esta cultura, cuyo centro era la población del mismo nombre en el sur del valle de México, debió ocurrir en aproximadamente por el siglo II d. C., y posiblemente esté relacionada con la erupción del volcán Xitle.
Hacia el final del preclásico debió dar comienzo la ocupación de Culhuacán. Durante el periodo clásico, Culhuacán, como la mayor parte de las poblaciones del valle de México y de Mesoamérica, fue parte de un sistema de intercambio comercial que tuvo a Teotihuacán como centro. Tras la caída de esta ciudad, aproximadamente en el siglo VIII d. C., algunos de sus pobladores se refugiaron en los antiguos pueblos ribereños del lago de Texcoco como Culhuacán. Allí permaneció un reducto cultural teotihuacano que se fusionó con los pueblos guerreros que migraban hacia el centro de México.

### Zona arqueológica del Cerro de la Estrella
Estudios arqueológicos indican que fue construido entre los años 100 y 650 d. C., y que tuvo pobladores desde el periodo preclásico Medio (1000 a. C.). Los primeros colonos del sitio, fundaron asentamientos en las laderas del cerro (Huizachtecatl), se piensa que eran agricultores incipientes y que desarrollaron una organización social rudimentaria. Se piensa que los petroglifos de Cerro Chiquito fueron hechos por estos grupos(INAH).
Al poniente del cerro se encontraron cerámicos y materiales líticos fechados a los años 500 al 100 a. C. y son similares a otros encontrados en Zacatenco. Las estructuras, hechas entre 100 y 650 d. C., están en la parte norte y consisten en cimentaciones y muros edificios con influencia teotihuacana. Existen indicios de una zona habitacional en la mitad del cerro, correspondiente al periodo Clásico Tardío (600 a 900 d. C.). Se considera que numerosas estructuras de tipo civil fueron construidas para satisfacer el incremento poblacional de la época (INAH).
De acuerdo con los Anales de Cuautitlán (Sahagún, Motolinia, Torquemada y otros), se señala que entre 900 y 1300 d. C. grupos chichimecas poblaron el poniente del cerro y fundaron Culhuacán. Tuvieron importantes avances tecnológicos y sociales; se supone que estuvieron regidos por un sistema teocrático y, subsecuentemente, por una dinastía de reyes. Entre 1300 y 1521 d. C. los mexicas sometieron a la población y establecieron el altépetl de Iztapalapa. Junto con Culhuacán, protegían el sur de la gran Tenochtitlán y le suministraban alimentos. En esa época se construyeron las plataformas en la cima del cerro (INAH).
Las colonias que se encuentran en sus alrededores del cerro de la estrella han dañado la ecología de este pulmón tan importante porque poco a poco los árboles se han eliminado por viviendas.

### Ceremonia del Fuego Nuevo
Los mexicas consideraban al universo como una gran flor de cuatro pétalos, Tenochtitlán estaba al centro. Los puntos cardinales eran representados por los pétalos; la región del este tenía el glifo acatl (la caña), el oeste calli (casa), el norte tecpatl (cuchillo de pedernal) y el sur tochitl (conejo). Una tradición heredada de los toltecas fue la adoración del Sol, quien regía en todos los seres y para conservarlo era necesario ofrecerle corazones y sangre de guerreros sacrificados.(INAH) Por lo tanto, cada 52 años, con el inicio de los calendarios (religioso y civil), los sacerdotes efectuaban la ceremonia del Fuego Nuevo, evitando la muerte del Sol para evitar la total oscuridad del universo, surgían entonces los tzitzimime (monstruos devoradores de humanos).
Al atardecer del día de la ceremonia, los sacerdotes se vestían con sus mejores galas, y bajo la coordinación de un sacerdote de Copilco, iban a la cima del Huizachtépetl para hacer la ceremonia. Se presentaba a un prisionero en el altar principal, al cual, durante la ceremonia se ponía fuego en el pecho con un madero o mamahuastli para encender el Fuego Nuevo; en tanto, la gran Tenochtitlán y sus vecinos permanecían en completa oscuridad.
Los Colhuas fueron los primeros en utilizar la cima del cerro para realizar la ceremonia del Fuego Nuevo. Fuentes históricas establecen que se llevaron a cabo cuatro de estas ceremonias en 1351, 1403, 1455 y 1507. La gran Tenochtitlán fue invadida antes de poder realizar la quinta ceremonia.

#### Primer ritual
Principiaba en el Templo mayor de Huitzilopochtli en Tenochtitlan. En el día final del ciclo azteca, cada cincuenta y dos años en la llamada "Toxiuhmolpilia" (átense nuestros años); representaba la cuenta de los años según la tabla de Quetzalcóatl.
El pueblo se reunía en la plaza, ante la pirámide de Huitzilopochtli al mediodía. Los cuatro sacerdotes representativos de los cuatro Dioses creadores, que enviaron a la Tierra los del decimotercer cielo; Ometecutli y Omecíhuatl (dos señor y dos señora) subían las trece gradas del Teocalli y en la plataforma daban trece vueltas simbólicas, deteniéndose en cada señal de los cuatro puntos cardinales, de la cuenta de los años mexicas del ciclo Nahoa (13 x 4 años =52 años), al son de melancólicos caracoles, chirimías, teponaxtles y huéhuetles.
La primera vuelta principiaba por el Sur o huitztlampa.- El que representaba a Huitzilopochtli, iba vestido de azul con un águila en la mano, se adelantaba y decía: ¡ce Tochtli! -"un conejo"-, repetían los demás sacerdotes Dioses (al tomar un conejo y con las manos en alto Huitzilopochtlilo ofrecía a Tonatiuh y giraba, dando una vuelta completa).
Después, al dirigirse todos los sacerdotes al Oriente o tlapcopa.- Le tocaba el turno al Dios sacerdote de la siembra Xipe Tótec, el que se vestía con la piel desollada, el del ropaje rojo, empuñando dos cañas giraba dos veces con la mirada en el cielo y pronunciaba: ¡ome ácatl! -"dos cañas"-, respondían los demás.
Caminaban lentamente hacia el Norte o mictlampa.- El Dios Tezcatlipoca, todo de negro, cubierto con una piel de jaguar; en su cetro, un espejo de obsidiana; en alto mostraba tres cuchillos de pedernal, al girar tres vueltas decía: ¡yei Técpatl! -"tres cuchillos de pedernal, tres años"- contestaban los acompañantes Dioses sacerdotes.
Luego se deslizaban al Poniente o cihuatlampa.- Descansaban un poco, se adelantaba el sacerdote Dios Quetzalcóatl, ataviado de blanco con una estrella refulgente pintada en la espalda y sosteniendo en una mano el planeta Venus; se apoyaba en un báculo en forma de serpiente emplumada; levantaba las manos hacia el cielo y exclamaba: ¡nahui calli! respondían -"cuatro casas, cuatro años, la morada de las Diosas Mujeres"-, y con respeto los demás sacerdotes se inclinaban con una reverencia, rendían pleitesía a las mujeres muertas convertidas en Diosas, mientras Quetzalcóatl terminaba los cuatro giros sobre sí mismo. Al final de los cuatro años, después de caminar hacia los cuatro puntos cardinales, comienza el quinto año, es la segunda vuelta para contar otros cuatro años; seguían dando vueltas sobre la plataforma hasta la vuelta decimotercera; se adelantaba Huitzilopochtli al: Sur o huitztlampa. Huitzilopochtli gritaba: ¡Toxiuhmolpilia! Todos gritaban ¡Toxiuhmolpilia! -"se atan nuestros años" ¡cincuenta y dos años! - ¡Toxiuhmolpilia! Repetían estruendosamente las voces del pueblo.
Invocaban la ayuda de sus Dioses para otros cincuenta y dos años: ¡Tonatiuh! ¡Huitzilopochtli! ¡Quetzalcóatl! (mientras giraban los cuatro Dioses sacerdotes),y al detenerse, se apagaban las llamas de los cuatro pebeteros situados en los cuatro puntos cardinales, callaban las voces y el acompañamiento musical; en silencio bajaban la escalinata de la pirámide. Los residentes tenochcas regresaban a sus hogares. Toda la muchedumbre formada por sacerdotes, reyes, gobernadores o caciques, guerreros, enviados especiales de todos los confines del vasto Imperio Nahoa, se encaminaban hacia el Cerro del Uizachtécatl o de la Estrella al atardecer.
Otro aspecto de este día. Consistía en arrojar al cieno de la laguna todos los ídolos de sus Dioses, así como sus utensilios domésticos: esteras o petates, las piedras del fogón, los incensarios y cuanta lumbre había se apagaba; las casas quedaban limpias, vacías; ayunaban, se punzaban las orejas con espinas de maguey y sangraban.
En todo el Imperio invadía la incertidumbre de la muerte o de la vida. Hasta en los pueblos conquistados más allá de las montañas que circundaban por doquier se escuchaban sollozos, lamentos e invocaciones a los Dioses para que les concediera la prolongación de la vida, otros cincuenta y dos años "Un Tonatiuh resplandeciente".

#### Última Ceremonia del Fuego Nuevo
Los mexicas habían dado por concluido el cuarto sol con la destrucción de Tollan, en el año 1116, y empezaron un quinto solo de ellos. Como todo sol tenía que terminar por una gran desgracia que pusiese en peligro la existencia de la humanidad, creían que llegaría vez en que al fin de uno de sus ciclos de cincuenta y dos años no saldría el sol de nuevo, pereciendo por tal causa la especie humana. Para conjurar el peligro hacían fiesta el último día de cada ciclo al fuego que era su dios creador y padre del sol ofreciendo en sacrificio a las víctimas que resultaban en las guerras que hacían desde su peregrinación. Los mexica dieron mayores solemnidades a la ceremonia y preocupación y fiesta se fueron extendiendo por el territorio.
Fray Juan de Torquemada relata que llegado el último día del ciclo, en todo el reino se esperaba con miedo lo que aconteciera, porque creían que si no se sacaba fuego se acabaría el mundo y sería el fin de la humanidad y que aquella noche y aquellas tinieblas serían perpetuas, que el sol no volvería a nacer ni a aparecer por el horizonte y que de arriba vendrían y descenderían los tzitzimime -demonios feos y terribles- que se comerían a los hombres.  Por todo esto se instituyó la ceremonia del fuego nuevo.
De ésta ceremonia dice Fray Bernardino de Sahagún describió que, acabada la rueda de los años del ciclo, se hacía una gran fiesta que llamaban Toxiuhmolpilli que significa "atadura de los años", y que se hacía cada cincuenta y dos años.
Cuando se acercaba el día señalado para sacar el fuego nuevo, cada vecino de México arrojaba el agua de las acequias o la laguna a los dioses que tenían en su casa, las piedras del hogar y los texólotl para moler, y limpiaban muy bien las casas y apagaban todas las lumbres.
El lugar señalado donde se hacía la dicha nueva lumbre era encima de una sierra que se llamaba Huixachtlán o Huizachtépetl —situada entre los pueblos de Iztapalápan y Culhuacán—  donde se hacía la lumbre a media noche y el palo de donde se sacaba el fuego estaba sobre el pecho de un cautivo tomado en la guerra; sacaban la lumbre de un palo bien seco con otro palillo largo y delgado como asta y cuando acertaban a sacarla y estaba ya hecha inmediatamente abrían las entrañas del cautivo, le arrancaban el corazón y lo arrojaban en el fuego atizándole con él y todo el cuerpo se consumía en la lumbre.
En la víspera de la fiesta, ya puesto el sol, los sacerdotes se vestían como los dioses y caminaban despacio y en silencio desde el centro y llegaban al cerro de la estrella casi a la media noche. Mientras tanto el resto de la población esperaba con miedo, algunos en lugares altos, a que apareciera la lumbre en lo alto del cerro y una vez vista la luz, se cortaban las orejas, adultos y niños, para tomar su sangre y esparcirla en dirección al fuego.
Mientras en lo alto del cerro, los sacerdotes tomaban el fuego y se lo daban a corredores muy ligeros que iban con rapidez a repartir la lumbre a las diversas poblaciones. Los de Tenochtitlán llevaban las teas de pino primero al templo de Huitzilopochtli y de ahí a otros templos y a sus aposentos, así como al resto de la ciudad llenando cada rincón de luz y regocijo.
Así los pobladores renovaban sus alhajas, vestidos y colocaban petates nuevos en señal del ciclo que comenzaba.

## Actividades
Entre las actividades que suelen practicar los visitantes están el ciclismo de montaña, caminatas y paseos familiares y recreativos, que generalmente tienen como culminación el ascenso a lo más alto del basamento piramidal, desde el que podremos observar una panorámica 360 grados del valle de México.